# Jean Pierre Émile du Pré de Saint-Maur
Jean-Pierre Émile Dupré de Saint-Maure est un écrivain et homme politique français né le 10 juin 1772 à Carcassonne (Aude) et mort le 22 juillet 1854 à Perreux (Yonne).

## Biographie
Fils de Nicolas Dupré de Saint-Maur, il est pourvu d'un office de conseiller au Parlement de Paris en 1789. Il entre ensuite dans l'armée, où il devient aide de camp du général d'Hargenvilliers. En 1805, il est secrétaire de la princesse Pauline Borghèse, puis devient député de l'Aude de 1807 à 1811. Il est sous-préfet de Beaune en 1813 et se rallie à la Restauration.
Il est l'auteur de plusieurs pièces de théâtre, dont La jeunesse de Préville ainsi que d'une anthologie russe, publiée en 1823 à la suite d'un voyage en Russie.

## Sources
- « Jean Pierre Émile du Pré de Saint-Maur », dans Adolphe Robert et Gaston Cougny, Dictionnaire des parlementaires français, Edgar Bourloton, 1889-1891 [détail de l’édition]